# Hamm (kölnisches Patriziergeschlecht)

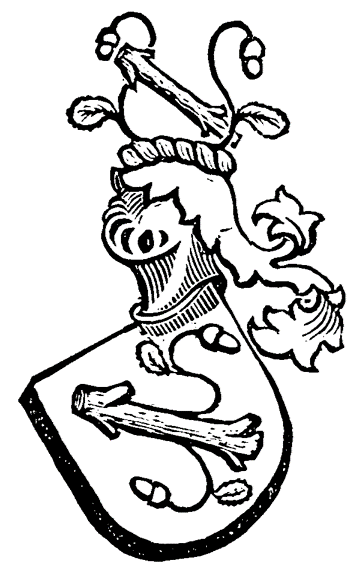
Wappen derer von Hamm bei Anton Fahne

Hamm ist der Name eines Kölner Patriziergeschlechts.
Die Familie ist zu unterscheiden von dem vestisch-märkischen Adelsgeschlecht Hamm, dem bergisch-märkischen Adelsgeschlecht Hamm, dem münsterischen Briefadelsgeschlecht Hamm und dem münsterischen Patriziergeschlecht Hamm.

## Geschichte
Laut Anton Fahne ist die Familie nach Köln eingewandert. In Siebmachers Wappenbuch wird das Geschlecht als „mit adligem Prädikat“ geführt. Leopold von Ledebur und Ernst Heinrich Kneschke jedoch stellen die Adelsqualität in Frage.
Der Kanoniker Johann Gabriel von der Ketten hat in seiner genealogischen Sammlung folgende Stammfolge zusammengestellt:
1. Theoderich von Hamm, kurkölnischer Hofkammerrat und Oberkeller zu Bonn ⚭ Gertrud Kempis
  1. Joannes Hamm, kurkölnischer Oberkellner zu Bonn ⚭ Catharina Gohel, Tochter von Joannis Gohel und Catharina Steinmanns
    1. Joan Hildebrand von Hamm, Bürgermeister, Schöffe und Rat der Stadt Linz am Rhein ⚭ Gertrud Freyklingen, Tochter von Dederich Freyklingen und Gertrud Nolden
      1. Joannes Theodorus von Hamm, Bürgermeister, Schöffe und Rat der Stadt Linz ⚭ Catharina von Mülheim, Tochter vom kurkölnischen Gräffen zu Köln und Anna Bisterfeldt
        1. Melchior von Hamm, Jesuit
        2. Hermann von Hamm ⚭ N.N. Weidtmans
        3. Ferdinand von Hamm, Professor in Heisterbach
        4. Winand von Hamm ord. Regelar in Neuss
        5. Maria Catharina von Hamm, Geistliche in St. Clarae in Neuss
        6. Richmund von Hamm, Geistliche in St. Clarae in Neuss
        7. Helena von Hamm (* 1673)

      2. Hermann von Hamm in Deusternaw ⚭ Joanne Elisabeth von Schonenbecke, Tochter von Peter Theodor von Schonenbecke und Maia Elisabeth ab Hoven genannt Pampus († 23. August 1743 im Alter von 77, beerdigt in St. Chph. in Köln)
        1. Gerard Ernst von Hamm († 1. September 17776), Syndikus der Stadt Köln ⚭ 28. September 1743 Maria Josepha von Ley, Tochter von Maximilian Adam von Ley und Gertrud Rheinen
          1. Gertrud von Hamm (* 20. August 1744)
          2. Ottona Henrica Josefa Franziska Walpurga von Hamm (* 1751)
          3. Johann Wilhelm Philipp Nepomuk Franz Xaver von Hamm (* 1752, † 22. Oktober 1814) ⚭ 19. Februar 1785 M. A. Franc. Xaveria Dedie, kinderlos
          4. Maria Catharina Franziska von Hamm (* 1755)
          5. Franz Gabriel Johann Ignaz Anastasius von Hamm (* 1756), Ratsherr zu Köln ⚭ Maria Anna Wilhelmina von Ley
            1. Franz Hugo Ignaz Alois Hermann Josef von Hamm (* 1787)
            2. Johanna Helena Wilhelmine von Hamm (* 1788)
            3. Franz Karl Anton Ignaz Wilhelm von Hamm (* 1790)
            4. Carl Joseph Hugo Ernst Franz Xaver von Hamm (* 1791)
            5. Johann Wilhelm Franz Xaver Ignaz Alois von Hamm (* 1794)
            6. Joseph Heinrich Philipp Jakob Ignaz von Hamm (* 1796)
            7. Maria Anna Franziska von Hamm
            8. Ottone Walpurgis von Hamm

        2. Maria Anna von Hamm ⚭ N.N. Otten
        3. Joanna Jakobina von Hamm ⚭ Adolph Reitz
        4. Joanna Helena von Hamm († 3. Mai 1793), unverheiratet
        5. Franz Gabriel von Hamm († Februar 1785), unverheiratet

## Wappen
Blasonierung: Ein Baumstamm mit zwei Eicheln und zwei Eichenblättern. Auf dem bewulsteten Helm mit Helmdecken die Schildfigur. Die Tingierung ist nicht überliefert.